# 馬場のん
馬場 のん（ばば のん、1996年4月24日 - ）は、日本のAV女優。LIGHT所属。

## 略歴・人物
2019年12月にAVデビュー。
趣味・特技はサウナ、テニス。
デビュー作より筑後弁にスポットが当てられており、「ほんなこつ気持ちよさすぎてしょんなかたい」等パッケージに方言の載る作品や、作品タイトルが方言となっている作品も多く存在する方言女子としても知られる。

## 出演作品

### アダルトDVD
- 九州生まれで方言バリバリのピュアな田舎娘発掘! でも脱いだらEカップ! しかもオナニーもエッチも大好き! くしゃくしゃ笑顔が可愛い 馬場のんAVデビュー（12月27日、kawaii*）

- 熊本で出会った天然記念物級の純朴方言訛り娘のん。 「ほんなこつ気持ちよかすぎてしょんなかたい。おがしかー」。動画でしか伝わらない彼女の無垢な魅（2月1日、キチックス）※「のん」名義
- 素人ブルマニア個人撮影映像 中出しブルマん娘（3月12日、フェチ眼）※「のん」名義
- 人間オナホール 宮崎弁の隠れ美乳 Dcupお嬢さんがおじんぽにとろけるまで。（3月13日、REAL）※「のん」名義
- 方言ダダ漏れで豪快に笑うムードメーカー女子 天真爛漫な笑顔がチ●ポの快楽でトロトロのメス顔になりました！（3月25日、ブロッコリー）
- 愛しのデリヘル嬢 17 【DQN】素人売春生中出し 盗撮強姦撮り下ろし デリヘル呼んだら長崎出身の九州弁やったとよ〜ばってんエロ可愛すぎるOLやった件（4月9日、プラム）※「のん」名義
- 上京して専門学校から徒歩5分のアパートに一人暮らし!しかし、そこにほぼ毎日誰かしらクラスの女子が泊まりに来る…。 2 初めての一人暮らしで悠々自適の生活!と思いきや夜になると「明日早いから、泊めて〜!」とクラスの女子がやって来るのです。ボクが手を出せない気弱な草食系男子だと分かっているので、安心して泊まりに来ては平気な顔で超無防備な格好でそのまま寝ちゃうんです!胸チラやパンチラしている女子を目の前にしてムラムラするだけで手を出す勇気が無いボク…。生殺し状態で溜まった性欲を一人で抜くためにAVを見るのですが…。夢中でAVを見ていたらクラスメイトの女子がいつの間にか起きていたのに全く気付かず!クラスメイト女子は何も言わず息を潜めじっとAVを鑑賞し興奮状態!さらにボクの勃起チ○ポを見てしまったクラスメイト女子は発情!突然チ○ポを咥えて来てボクを求めてくるのです!我慢していたボクもこうなったら我慢できません!何度も何度も朝まで発射してしまい、夢にまで見たセックス三昧な日々に…!?（5月7日、Hunter）
- 乳首いじりが日常生活に溶け込んだ世界で、いじられていることには気付かないまま乳首を固く勃起させ、乳首イキすらしてしまう 日常的敏感乳首生活（5月1日、OFFICE K'S）
- 逆時間停止学園 〜時間を止められ身動き出来ない僕を好き勝手に弄ぶ痴女たち〜（5月7日、犬）
- 上京したてで方言が抜けない元気いっぱい田舎っ娘が都会チ○ポの鬼ピス奥突きで大暴れ大絶叫イキ豹変!（5月13日、うさぎ）※「のぞみ」名義
- 自宅に連れ込んだ女子○生のパンチラ尻にバックからねじ込むデカチン即ハメ! Vol.2 突然の挿入で即イキした敏感オマ○コはイってもやめない追撃ピストンで痙攣絶頂がとまらない! 未体験の大人チ○ポの虜になったデカ尻女子○生に激突き連続中出しSEX合計12発!（5月19日、ディープス）※「さや」名義
- 私立モテモテボーイッシュハイスクール オレっ子&ボクっ子のボーイッシュJ○とのハーレムライフ（6月12日、BAZOOKA）
- 自画撮り ぐちょぐちょオマ○コ激ピストン ひたすらオナニー狂い（6月15日、プリモ）
- 今夜、寝ている妹の綿パンにぶっ刺して童貞喪失してきます!!（6月19日、お夜食カンパニー）
- 鍼灸院すどう 盗撮り下ろし 3 147センチのちっちゃい九州美人妻/ハーフの極上奥さんにタトゥ!/押しに弱い軟体隠れムチムチ系妻/175センチのアスリート?奥さん（7月9日、プラム）
- 本物全裸素人 局部パーツ接写 全裸エア体位編（7月10日、S級素人）
- 自画撮り性体験の告白 一心不乱に擦りまくった潮吹きオナニー（7月15日、プリモ）
- 【奇跡】女子校生デリヘルを呼んだらオカズにしてた友達で強制生中出し!! 4（8月14日、BAZOOKA）
- 娘とじゃれ合う内に俺の上で「ロデオ」のように腰を振られ、まさかの勃起。気づいた娘も嫌がるかと思いきや顔を赤らめて感じている様子。そのまま、私の顔で再びロデオする娘は、勃起が治まらない俺のチ●ポを最後まで弄ぶ(泣)（9月4日、NON）
- 博多弁が可愛いショートカット少女が魅せる本イキぶっ壊れ性交（9月13日、バルタン）
- 5時間ヤリ続けたら真っ赤な顔で何かを哀願して理性が崩壊! 方言あふれ出る性格良しの田舎女子（10月1日、S-Cute）
- 素人フェラチオ 〜生ち●ぽを差し出されたら素人でもついつい咥えてしまう〜（12月25日、SEX Agent）

- あなたごめんね 欲求不満妻たちの痴態! だらしないマ●コがデカ●ンでイキ狂う!!（4月1日、AV）
- 方言妻肛門洗濯 のんさん(34) 洗濯する前んばの男ん人ん服んの匂いば嗅ぐと、ムラムラしてきてお尻ん穴もこそばゆうなって…（4月7日、山と空）
- 私が休日出勤の留守中に妻が自宅でセフレ達とアナル3P乱交してるNTR動画を送ってきた。（4月9日、ゲッツ!!）
- 採精室で射精できない僕に美人ナースが「絶対内緒ですよ♥」と神対応オナサポしてくれた!隣同士でAV鑑賞、フェラ、パイズリするうち発情したナースは勃起チ○ポを見つめて…（4月16日、ゲッツ!!）
- 敏感な乳首を服の中からこねくり回したら発情が止まらなくなったノーブラ奥さん（5月7日、ゲッツ!!）
- ガニ股ウンチングスタイルが当たり前になった女子校 〜常にケツ穴おっぴろげスパルタアナル授業が満載〜（6月24日、ROCKET）
- 「クズな外道オヤジに3倍返ししちゃるけ…」ばってんこの博多っ娘はカリメロみたいで可愛かぁ〜もちろん撮り下しやけん!（8月12日、プラム）[4]
- こんな私で「ごめんなさい」 オナニー全員集合! 感じすぎる私、イキすぎる私、クチュクチュ音をたてる私、公衆便所みたいな私…（8月13日、セレブの友）
- 15人の淫乱メガネオナニスト! 〜知的な淫乱オナニストが激イキオナニーで乱れまくる!（12月14日、セレブの友）

- のんちゃんの糞（1月25日、オペラ）

### アダルトVR
- シティボーイ(東京出身)というだけで片田舎から出てきた地方女子に大モテ! バリバリ方言で告白されて勃起した僕を奪い合うASMRハーレム王様ゼミ飲みVR（2月27日、kawaii*）
- めちゃくちゃ筑後弁なまりの彼女とのおねだりセックスVR 恥ずかしがり屋な彼女とまったり自宅でイチャイチャ!方言全開!リアルな恋人セックス!（2月27日、ロイヤル）
- 九州の島から上京した方言丸出し田舎娘【のんちゃん】純朴でお人好しすぎる性格と自然の中で育った天然美乳&ず〜っと勃起してる乳首と超・覆いかぶさり正常位と羽交い絞めバックとパンパン音がすごい騎乗位と密着対面座位【中出し】（3月28日、アリスJAPAN）
- 【素人ハメ撮りVR】 泥酔寝落ちしたナースの卵が生チ●コに方言で喘ぐ!置き去り→ラブホ連れ込みで中出しするVRハメ撮り!!（6月28日、スケこま一家VR）
- 超至近距離で見せ付けてくれるオナサポ女子（7月24日、CASANOVA）※「のん」名義
- めちゃくちゃセックスのハードルが低いヤリマンサークル女子達とハメる前提の超パッコン夏合宿! 女子大生ギャルは性欲バケモノでひたすらヤリまくる肉食大乱交VR（8月12日、ワンズファクトリー）
- 妹を睡眠薬で眠らせて… VR（8月31日、TMA）

### ネット配信
- 【初撮り】【九州訛り】【快感絶叫】明るく笑う上京したての方言女子を極太の東京ち○ぽで感じさせれば.. 応募素人、初AV撮影 127（1月26日、シロウトTV）
- 恒松幸雪（2月10日、恋する花嫁）
- No.2114 ローカル妻 10 佐賀県（3月27日、舞ワイフ）
- のんさん（6月25日、鍼灸院スドウ）
- のん（6月27日、ぱんぴ）
- ノン（8月13日、俺の素人）
- AV初体験【隠れ巨乳】【隠れドM】【蕎麦屋の娘】AVで未だかつて見たことのないような純粋無垢な方言田舎娘を、ゴリゴリの激しいSEXでアンアン言わせます おうぼガール#004（9月4日、おうぼガール）
- のん嬢（10月24日、愛しのあさがお宅配便）
- #809 Non（11月8日、S-Cute）

- 未果（6月22日、NONPRO）
- のん（9月24日、令和素人伝説）